# Copa da Alemanha de Futebol de 2025–26
A DFB-Pokal de 2025–26 está sendo a 83ª temporada anual da Copa da Alemanha. Sessenta e quatro equipes participam da competição, incluindo todas as equipes da Bundesliga e 2. Bundesliga do ano anterior.
A DFB-Pokal é considerada o segundo título de clube mais importante do futebol alemão, depois do campeonato da Bundesliga. A DFB-Pokal é administrada pela Federação Alemã de Futebol (DFB).
O vencedor da Copa da Alemanha recebe a qualificação automática para a fase de grupos da edição 2026–27 da Liga Europa. Se o campeão já estiver classificado para a Liga dos Campeões da UEFA através de uma posição na Bundesliga, a vaga vai para o time da sexta colocação. O vencedor também sediará a edição 2026 da Supercopa da Alemanha no início da próxima temporada e enfrentará o campeão da Bundesliga de 2025–26.

## Formato

### Participação
A DFB-Pokal começa com uma rodada de 64 equipes. As 36 equipes da Bundesliga e 2. Bundesliga, juntamente com os quatro primeiros colocados da 3. Liga se classificam automaticamente para o torneio. Das vagas restantes, 21 foram dadas aos vencedores da copa das associações regionais de futebol, a Verbandspokal.
As três vagas restantes foram dadas às três associações regionais com o maior número de equipes, que eram Baviera, Baixa Saxônia e Vestfália. O time amador mais bem colocado da Regionalliga Bayern receberá a vaga para a Baviera. Para a Baixa Saxônia, a Copa da Baixa Saxônia é dividida em dois caminhos: um para equipes da 3. Liga e Regionalliga Nord, e o outro para equipes amadoras. Os vencedores de cada caminho se classificam. Para a Vestfália, a vaga gira a cada temporada entre o time vestfaliano mais bem colocado da Regionalliga West e o time amador mais bem colocado da Oberliga Westfalen. Para a Copa da Alemanha (DFB-Pokal) de 2025-26, esta vaga será concedida a uma equipe da Regionalliga.
Como todas as equipes têm direito a participar de torneios locais que se qualifiquem para as copas das associações, todas as equipes podem em princípio, competir na Copa da Alemanha (DFB-Pokal). Equipes reservas e seções combinadas de futebol não podem participar, assim como não é permitida a participação de duas equipes da mesma associação ou corporação.

### Sorteio
Os sorteios para as diferentes rodadas são realizados da seguinte forma:
Na primeira fase, as equipes participantes são divididas em dois potes de 32 equipes cada. O primeiro pote contém todas as equipes classificadas por meio de suas copas regionais, as quatro melhores equipes da 3. Liga e as quatro piores equipes da 2. Bundesliga. Cada equipe deste pote será sorteada para enfrentar uma equipe do segundo pote, que contém todas as equipes profissionais restantes (todas as equipes da Bundesliga e as quatorze equipes restantes da 2. Bundesliga). As equipes do primeiro pote serão definidas como as equipes que jogam em casa.
O cenário de dois potes também será aplicado para a segunda rodada, com o restante da 3. Liga e/ou time(s) amador(es) no primeiro pote e os times restantes da Bundesliga e 2. Bundesliga no outro pote. Mais uma vez, o(s) time(s) da 3. Liga e/ou amador(es) servem como anfitriões. Desta vez, os potes não precisarão ser de tamanho igual, dependendo dos resultados da primeira rodada. Teoricamente, é até possível que possa haver apenas um pote, se todos os times de um dos potes da primeira rodada vencessem todos os outros no segundo pote. Quando um pote estiver vazio, as duplas restantes serão sorteadas do outro pote, com o primeiro time sorteado para uma partida servindo como anfitrião.
Para as rodadas restantes, o sorteio será realizado a partir de apenas um pote. Os times da 3. Liga e/ou amadores restantes serão os mandantes caso enfrentem um time profissional. Em todos os outros casos, o primeiro time sorteado será o mandante.

## Calendário
| Fase             | Data de sorteio         | Data das partidas                             |
| ---------------- | ----------------------- | --------------------------------------------- |
| Primera fase     | 15 de junho de 2025     | 15–18 de agosto e 26–27 de agosto de 2025     |
| Segunda fase     | 31 de agosto de 2025    | 28–29 de outubro de 2025                      |
| Oitavas de final | 2 de novembro de 2025   | 2–3 de dezembro de 2025                       |
| Quartas de final | 7 de dezembro de 2025   | 3–4 de fevereiro e 10–11 de fevereiro de 2026 |
| Semifinais       | 15 de fevereiro de 2026 | 21–22 de abril de 2026                        |
| Final            | 15 de fevereiro de 2026 | 23 de maio de 2026                            |

## Clubes participantes
Os seguintes times participam da competição nesta temporada:
| Bundesliga 18 clubes da temporada 2024–25 | 2. Bundesliga 18 clubes da temporada 2024–25 | 3. Liga Os 4 clubes com melhor campanha na temporada 2024–25 |
| - Augsburg - Bayer Leverkusen - Bayern de Munique - Bochum - Borussia Dortmund - Borussia Mönchengladbach - Eintracht Frankfurt - Freiburg - Heidenheim - Hoffenheim - Holstein Kiel - Mainz 05 - RB Leipzig - St. Pauli - Stuttgart - Union Berlin - Werder Bremen - Wolfsburg | - Darmstadt 98 - Eintracht Braunschweig - Elversberg - Fortuna Düsseldorf - Greuther Fürth - Hamburgo - Hannover 96 - Hertha Berlim - Jahn Regensburg - Kaiserslautern - Karlsruher - Köln - Magdeburg - Nürnberg - Paderborn - Preußen Münster - Schalke 04 - SSV Ulm | - Arminia Bielefeld - Dynamo Dresden - Energie Cottbus - Saarbrücken |
| Representantes das associações regionais 24 representantes de 21 associações regionais da DFB. | | |
| Baden - Sandhausen Baviera - Illertissen (VC) - Schweinfurt 05 (VL) Berlim - Dynamo de Berlim Brandemburgo - RSV Eintracht Bremen - Hemelingen Hamburgo - Eintracht Norderstedt Hesse - Wehen Wiesbaden                                                                         | Baixa Renânia - Rot-Weiss Essen Baixa Saxônia - Blau-Weiß Lohne (3L/RL) - Atlas Delmenhorst (Am.) Mecklemburgo-Pomerânia Ocidental - Hansa Rostock Renânia do Meio - Viktoria Köln Renânia-Palatinado - Engers Sarre - FC 08 Homburg Saxônia - Lokomotive Leipzig      | Saxônia-Anhalt - Hallescher Eslésvico-Holsácia - Lübeck Baden-Württemberg (sul) - Bahlinger Sudoeste - Pirmasens Turíngia - Meuselwitz Vestfália - Sportfreunde Lotte (VC) - Gütersloh (RL) Württemberg - Sonnenhof Großaspach |

## Primeira fase
| Bundesliga | 2. Bundesliga | 3. Liga | Representantes das associações regionais | Total   |
| ---------- | ------------- | ------- | ---------------------------------------- | ------- |
| 18 / 18    | 18 / 18       | 4 / 4   | 24 / 24                                  | 64 / 64 |

| Equipe 1               | Resultado       | Equipe 2                 |
| ---------------------- | --------------- | ------------------------ |
| Gütersloh              | 0–5             | Union Berlin             |
| Sonnenhof Großaspach   | 0–4             | Bayer Leverkusen         |
| Saarbrücken            | 1–3             | Magdeburg                |
| Arminia Bielefeld      | 1–0             | Werder Bremen            |
| Dynamo de Berlim       | 1–3             | Bochum                   |
| Pirmasens              | 1–2             | Hamburgo                 |
| Eintracht Norderstedt  | 0–0 (2–3) (pen) | St. Pauli                |
| Hansa Rostock          | 0–4             | Hoffenheim               |
| Sandhausen             | 2–4             | RB Leipzig               |
| Bahlinger              | 0–5             | Heidenheim               |
| Illertissen            | 3–3 (6–5) (pen) | Nürnberg                 |
| Hemelingen             | 0–9             | Wolfsburg                |
| Lübeck                 | 1–2             | Darmstadt 98             |
| Energie Cottbus        | 1–0             | Hannover 96              |
| Sportfreunde Lotte     | 0–2             | Freiburg                 |
| Engers                 | 0–5             | Eintracht Frankfurt      |
| Viktoria Köln          | 1–3             | Paderborn                |
| Atlas Delmenhorst      | 2–3             | Borussia Mönchengladbach |
| Lokomotive Leipzig     | 0–1             | Schalke 04               |
| Jahn Regensburg        | 1–2             | Köln                     |
| Blau-Weiß Lohne        | 0–2             | Greuther Fürth           |
| Meuselwitz             | 0–5             | Karlsruher               |
| RSV Eintracht          | 0–7             | Kaiserslautern           |
| FC 08 Homburg          | 0–2             | Holstein Kiel            |
| Hallescher             | 0–2             | Augsburg                 |
| SSV Ulm                | 0–1             | Elversberg               |
| Preußen Münster        | 0–0 (3–5) (pen) | Hertha Berlim            |
| Schweinfurt 05         | 2–4             | Fortuna Düsseldorf       |
| Dynamo Dresden         | 0–1             | Mainz 05                 |
| Rot-Weiss Essen        | 0–1             | Borussia Dortmund        |
| Eintracht Braunschweig | –               | Stuttgart                |
| Wehen Wiesbaden        | –               | Bayern de Munique        |

## Segunda fase
Times classificados para a segunda fase:
- Arminia Bielefeld
- Augsburg
- Bayer Leverkusen
- Bochum
- Borussia Dortmund
- Borussia Mönchengladbach
- Darmstadt 98
- Eintracht Frankfurt
- Elversberg
- Energie Cottbus
- Freiburg
- Fortuna Düsseldorf
- Greuther Fürth
- Hamburgo
- Heidenheim
- Hertha Berlim
- Hoffenheim
- Holstein Kiel
- Illertissen
- Kaiserslautern
- Karlsruher
- Köln
- Magdeburg
- Mainz 05
- Paderborn
- RB Leipzig
- Schalke 04
- St. Pauli
- Union Berlin
- Wolfsburg

## Premiação
| Copa da Alemanha de 2025–26 |
| --------------------------- |
| ' Campeão (.º título)       |